# 上海市第四中学
上海市第四中学，创建于1867年，本部位于上海市徐汇区天钥桥路100号，还有东、南两个校区。

## 沿革
上海市第四中学原为启明女校，与当时崇德女校同属天主教拯亡会。1951年，启明女校由上海市人民政府接管，并与由崇德女校发展而来的徐汇女中合并，改名为汇明女子中学，现为上海市第四中学。是上海市徐汇区实验性示范性高中。校训是追求完美，力求发展。主教学楼“启明楼”是徐汇区不可移动文物。

## 历史
崇德女校
1867年经言小学创建
1898年经言小学发展为崇德女校
1934年崇德女校发展为徐汇女子中学
启明女子中学
1904年启明女校创建
1931年启明女校发展为启明女子中学
两所学校合并之后
1952年7月徐汇女子中学和启明女子中学合并组建为汇明女子中学
1952年12月31日 汇明女子中学改名为上海市第四女子中学
1968年“文革”时期，上海第四女子中学开始招收男生，发展为上海市第四中学
2011年7月上海市淮海中学与上海市第四中学合并